# Anaea aureola
Anaea aureola är en fjärilsart som beskrevs av Bates 1866. Anaea aureola ingår i släktet Anaea och familjen praktfjärilar. Inga underarter finns listade i Catalogue of Life.